# Kvicksilvrets kulturarv
Kvicksilvrets kulturarv, Almadén och Idrija är ett världsarv som omfattar två europeiska gruvorter där man brutit kvicksilver. Den ena är Almadén i Spanien och den andra är Idrija i Slovenien.
I Almadén har kvicksilver brutits sedan antiken, medan i Idrija påbörjades år 1490. Kulturarvet i Almadén omfattar byggnader som härrör från stadens gruvhistoria, däribland Retamars slott, religiösa byggnader och traditionella boningshus. Idrija kännetecknas av kvicksilverbutiker och infrastruktur, men också gruvarbetarnas bostadskvarter och en gruvarbetarteater. Platsen bär vittnesbörd för den interkontinentala handeln med kvicksilver som genererat viktiga handelsutbyten mellan Europa och Amerika i århundraden. De två platserna representerar de två största kvicksilvergruvorna i världen och har varit i drift fram till nära nutid.

## Nomineringsprocessen
Idrija började vägen till att skrivas in som världsarv 2006. Från början gjordes förberedelser tillsammans med kvicksilvergruvan Huancavelica i Peru, med kopplingar till den interkontinentala leden Camino Real. Senare fokuserade man på att få tillstånd en nominering som tillsammans med silvergruvan i San Luis Potosi i Mexiko. Detta förslag fick dock inte tillräckligt stöd. När inte heller detta fungerade bestämde man sig för att fokusera på gruvbrytningen i relation till teknologiska och industriella processer som påverkat den ekonomiska och kulturella utvecklingen i de två regionerna Idrija och Almadén.. Detta förslag nominerades så småningom och blev den 1 juli 2012 upptaget som världsarv under namnet Kvicksilvrets kulturarv, Almadén och Idrija.